# Lúcio Bellentani
Lúcio Antonio Bellentani (* 30. November 1944 in Birigui; † 19. Juni 2019 in Jacareí) war ein brasilianischer Arbeiter und Mitglied der Kommunistischen Partei Brasiliens (PCB).

## Leben
Bellentani arbeitete zwischen 1964 und 1972 bei Volkswagen do Brasil als Werkzeugmacher. Er war heimlich Mitglied der Kommunistischen Partei Brasiliens und organisierte innerhalb des Werkes Gewerkschaftstreffen. Am 29. Juli 1972 wurde er an seinem Arbeitsplatz im VW-Werk in São Bernardo do Campo verhaftet und noch auf dem Werksgelände misshandelt. Anschließend wurde er in ein Folterzentrum der brasilianischen Militärdiktatur gebracht. Er erlitt dort u. a. die „Papageienschaukel“ (portugiesisch pau de arara) und Elektroschocks.
Er setzte sich im Rahmen des brasilianischen Menschenrechtskollektivs „Memória, Verdade, Justiça e Reparação“ („Erinnerung, Wahrheit, Gerechtigkeit und Wiedergutmachung“) für die Aufklärung der Verstrickung des VW-Konzerns in die Repressionen der Militärdiktatur ein und sagte am 19. Juli 2012 vor der kommunalen Wahrheitskommission „Vladimir Herzog“ der Stadt São Paulo aus.
Im Rahmen der Ermittlungen der Bundesstaatsanwaltschaft São Paulo gegen VW berichtete Bellentani am 16. Dezember 2015 über seine Verhaftung 1972 bei VW und die erlittene Folter auf dem Werksgelände.
Ein Gespräch mit dem durch VW beauftragten Historiker Christopher Kopper brach Bellentani ab und begründete dies der ARD gegenüber damit, dass mit Kopper kein Vertreter von VW gekommen war.
Bellentani starb im Juni 2019 im Alter von 74 Jahren in Jacareí.